# Neuwiedia singapureana
Neuwiedia singapureana ist eine Art aus der Gattung Neuwiedia in der Familie der Orchideen (Orchidaceae). Die krautigen Pflanzen stammen aus Südostasien.

## Beschreibung
Neuwiedia singapureana wird bis zu 40 bis 50 cm groß. Unterirdisch besitzen die Pflanzen ein Rhizom von etwa 10 cm Länge und 1 bis 1,5 cm Durchmesser. Der oberirdische Teil des Stängels wird etwa 10 cm hoch, er ist dicht mit Laubblättern besetzt. Die Blätter sind lanzettlich bis länglich-lanzettlich linealisch, die Blattspreite wird 25 bis 40 cm lang und 3 bis 6 cm breit. Der Blattgrund ist stielartig verschmälert und umfasst den Stängel, er ist 5 bis 10 cm lang. Besonders sie oberen Laubblätter sind behaart, ebenso der Blütenstand. Es sind sowohl kürzere drüsenlose Haare mit einer Länge bis 0,35 mm vorhanden, wie auch drüsige, längere Haare, die 0,45 bis 0,65 mm erreichen.
Der Blütenstand ist eine endständige Traube. Der Blütenstandsstiel wird 7 bis 8 cm lang, zwischen oberstem Laubblatt und unterster Blüte befinden sich einige Hochblätter, die breiter als die Tragblätter der Blüten sind. Der mit Blüten besetzte Teil des Blütenstands wird etwa 12 cm lang. Blütezeit in China ist im Mai und Juni. Ein Blütenstand enthält 10 bis 75 Blüten. Sie sind 23 bis 35 mm groß, sie duften, ihre Farbe ist gelb, ockerfarben oder weiß. Blütenstandsachse, Tragblätter und Blütenblätter sind behaart. Die Tragblätter sind oval bis lanzettlich-oval, ihre Länge beträgt 10 bis 15 mm. Der ovale Fruchtknoten ist spärlich drüsig behaart. Die Blütenblätter sind sich alle recht ähnlich, es gibt aber eine ganz leichte Differenzierung zwischen den beiden seitlichen und dem mittleren Blütenblatt eines Kreises. Die Sepalen sind auf der Außenseite behaart, länglich bis schmal elliptisch geformt, die beiden seitlichen sind 18 bis 23 mm lang bei 4 bis 5 mm Breite. Das dritte Sepal ist kleiner, 16 bis 20 mm lang und 3 bis 5 mm breit. Die Petalen sind auf der Außenseite mit einem längs verlaufenden Kiel versehen, dieser ist behaart. Sie sind verkehrt-eiförmig geformt, die seitlichen sind 16 bis 20 mm lang und 5 bis 8 mm breit. Das mittlere Petal, die Lippe, ist kaum unterschiedlich, sie ist etwas größer als die beiden anderen inneren Blütenblätter und misst 16 bis 21 mm Länge bei 5,5 bis 11 mm Breite. Die „Flora of China“ gibt etwas geringere Maße für die Blütenblätter an. Alle Blütenblätter sind mit einer kleinen, aufgesetzten Spitze versehen. Die Säule besteht aus drei Staubfäden und dem Griffel, die auf einer Länge von 6 bis 9 mm am Grund miteinander verwachsen sind. Der freie Teil der Staubfäden misst bei den seitlichen Staubfäden 3,5 mm Länge, beim mittleren 8 mm. Die Staubbeutel sind linealisch und werden 5 bis 6 mm lang. Der freie Teil des Griffels wird bis 7 mm lang. Die Frucht ist eine saftige Beere, die sich zur Reife orange bis rot färbt.

## Vorkommen
Neuwiedia singapureana hat in Südostasien ein großes Verbreitungsgebiet, das vom Süden Chinas über Thailand, Vietnam und Malaysia bis nach Borneo und Sumatra reicht. Die Standorte liegen in Höhenlagen von 60 bis 600 m, selten auch bis 900 m. Es werden Wälder sowohl auf nährstoffreichen wie nährstoffarmen Böden besiedelt. Averyanov gibt für Vietnam Höhenlagen von 450 bis 1250 m an, dort wachsen die Pflanzen auf Böden mit Sandstein, Granit und Kalkstein als Ausgangsgestein.

## Systematik und botanische Geschichte
Neuwiedia singapureana wurde 1875 von John Gilbert Baker unter dem Namen Tupistra singapureana erstmals wissenschaftlich in Journal of the Linnean Society. Botany Band 14, Seite 581 beschrieben. Baker übernahm den Namen von Nathaniel Wallich. Die Art wurde 1907 von Robert Allen Rolfe als Neuwiedia singapureana (Wall. ex Baker) Rolfe in Bulletin of Miscellaneous Information, Royal Gardens, Kew Jahrgang 1907, Teil 10, Seite 12 zur Gattung Neuwiedia gestellt. Über den taxonomischen Status herrscht Unklarheit: einige Autoren stellen sie als Unterart oder gar als Varietät zu Neuwiedia zollingeri. Neuwiedia curtisii Rolfe, Neuwiedia ochracea Ridl. und Neuwiedia balansae Baill. ex Gagnep. sind Synonyme von Neuwiedia singapureana.